# Zhu Zushou
Zhu Zushou (né en juin 1945 - mort le 1er janvier 2023) est un diplomate chinois qui a été ambassadeur au ministère des Affaires étrangères de la république populaire de Chine.

## Biographie
Zhu Zushou est ambassadeur de Chine aux Pays-Bas de 2001 à 2003 et ambassadeur de Chine en Hongrie de 2003 à 2007,. Il est également représentant de la Chine auprès de l'Organisation pour l'interdiction des armes chimiques de 2007 à 2011.
Il décède de la COVID-19 le 1er janvier 2023, à l'âge de 77 ans,.